# フランソワ＝ルイ・フランセ
フランソワ=ルイ・フランセ（François-Louis Français、1814年11月17日 - 1897年5月28日）はフランスの風景画家である。

## 略歴
ヴォージュ県のプロンビエール＝レ＝バンで生まれた。15歳から書店の店員として働き、出版物の挿絵などで認められて、美術の道に進み、1834年から美術学校で学び、ジャン・ジグー(Jean Gigoux)やジャン＝バティスト・カミーユ・コローからも学んだ。1837年から人物画家のバロン（Henri Baron:1816-1885)と共同制作した作品をサロン・ド・パリへの出展した。エルネスト・メソニエと共同制作した作品もある。1841年からの風景画で風景画家として高い評価を受けた。
1848年にイタリアを旅し、その成果は2点の油絵作品と版画集となった。
レジオンドヌール勲章（シュバリエ）を1853年に受勲し、1867年に、レジオンドヌール勲章（オフィシエ）を受勲した。1890年にジョゼフ＝ニコラ・ロベール＝フルーリーの後任として芸術アカデミーの会員に選ばれた。

## 作品
- ダフニスとクロエのいる風景
- 「日没」(1878)
- アンティーブの風景 (1894)

- 「夕暮れ」
- チボリのオリーブを採る少年(1868)
- Fourré au pied des montagnes.(1861)
- ラングーンの仏塔